# Bulevardul Baba Novac din Constanța
Strada Baba Novac este o stradă din Constanța care poartă numele lui Baba Novac și care traversează cartierele Coiciu și Energia. Se întinde din cartierul Casa de Cultură până la Șoseaua Aurel Vlaicu.